# Troy Perkins
Troy Perkins (* 29. Juli 1981 in Springfield, Ohio) ist ein ehemaliger US-amerikanischer Fußballtorwart.

## Jugend und College
Perkins besuchte die Thomas Worthington High School in Worthington, Ohio. Nach seinem Abschluss wechselte er an die University of South Florida und spielte dort Fußball in der Universitätsmannschaft. Nach zwei Spielzeiten ging er für seine Saison als Senior an die University of Evansville. In Evansville bekam er nur 21 Gegentreffer in 19 Spielen. Seine Quote lag bei 1,09 Gegentoren pro Spiel. 2002 und 2003 spielte er ebenfalls in der USL Premier Development League für die Cape Cod Crusaders.

## Vereinskarriere
Nach seinem Abschluss wurde Perkins nicht im MLS Draft ausgewählt. Kurze Zeit später erhielt er einen "developmental contract" bei DC United. Perkins erhielt seine Chance für DC zu spielen, nachdem die beiden Stammtorhüter Nick Rimando und Doug Warren nicht die gewünschte Leistung zeigen konnten. Er nutzte die Chance und stand in seiner ersten Saison insgesamt 16-mal auf dem Platz. Hierbei erzielte er eine Gegentrefferquote von 1,62 Tore-pro-Spiel. Trotz der guten Leistung teilte er sich am Ende der Saison seinen Stammplatz mit Nick Rimando.
Erst ab der Saison 2006 wurde er Stammtorhüter der Mannschaft und stand in fast allen Spielen auf dem Platz. Am Ende der Saison wurde er mit dem "MLS Goalkeeper of the Year Award" ausgezeichnet, stand in der "MLS Best XI" und war für das MLS All-Star Game gegen den FC Chelsea nominiert worden, wo er die erste Halbzeit auf dem Platz stand. 
In der nächsten Saison konnte er seinen Schnitt auf 1,10 Gegentore-pro-Spiel verbessern. Trotzdem wechselte er am 20. Dezember 2007 zu dem norwegischen Erstligisten Vålerenga IF. Ein Grund hierfür war die Verpflichtung von Zach Wells als neuen Torhüter.
Bei den Norwegern hütete er zwei Jahre lang das Tor.
Am 13. Januar 2010 kehrte er zu DC United zurück. Der Transfer war kompliziert, da DC dafür den brasilianischen Spieler Fred, eine Ablösesumme und den ersten Pick im MLS SuperDraft 2010 an Philadelphia Union abgeben musste, damit United die nötigen Rechte erhalten hatte um Perkins verpflichten zu können. Vorher hatte er Angebote von diversen französischen Verein und Feyenoord Rotterdam ausgeschlagen.
Nach einer Saison wurde er für Steve Cronin und einer Ablösesumme an die Portland Timbers abgegeben. Bei den Timbers hatte er während der Vorbereitung auf die Saison 2011 den Status des Stammtorhüters inne. Er verpasste aber die ersten sechs Ligaspiele aufgrund einer Knieverletzung. In seinem ersten Spiel für Portland am 20. April 2011 erreichte er als erster Torhüter der Timbers keinen Gegentreffer (Shutout).
Während der Saison 2012 wechselte Perkins im Austausch gegen Donovan Ricketts zum kanadischen Team Montreal Impact, wo er sich als Stammspieler durchsetzen konnte. 2012 stand Perkins 9-mal für Montreal im Tor, in der Saison 2013 kam er auf 33 Einsätze. In der Saison 2014 wurde er zunächst ebenfalls als Stammtorhüter für Montreal eingesetzt; Perkins stand in den ersten 17 Spielen für Impact im Tor. Nach einem Torwartfehler im Spiel gegen Sporting Kansas City gab Trainer Frank Klopas bekannt, zeitweise auf den zweiten Torhüter Evan Bush zu setzen. Bush absolvierte die meisten der übrigen Saisonspiele für Impact, während Perkins Ersatzspieler blieb.

## Nationalmannschaft
Sein erstes Länderspiel bestritt Perkins am 21. Januar 2009 gegen Schweden. Außerdem gehörte er zum Kader für den CONCACAF Gold Cup 2009, wo er fünf Spiele absolvierte.